# Avenue Rogier (Bruxelles)
Pour les articles homonymes, voir Avenue Rogier.
L'avenue Rogier (en néerlandais : Rogierlaan) est une avenue rectiligne bruxelloise de la commune de Schaerbeek qui prolonge la rue Rogier et qui va de la chaussée de Haecht à la place Général Meiser en passant par l'avenue Paul Deschanel, la place des Bienfaiteurs et la place de la Patrie. Elle passe au-dessus des lignes de chemin de fer 161 (avenue Deschanel) et 26 (gare de Meiser).

## Histoire et description
L'avenue porte le nom d'un journaliste et homme politique belge Charles Rogier, né à Saint-Quentin en 1800 et décédé à Saint-Josse-ten-Noode en 1885.
La numérotation des habitations va de 1 à 431 pour le côté impair et de 2 à 416 pour le côté pair.
Saint-Josse-ten-Noode possède une place Charles Rogier et Liège une avenue Charles Rogier.

## Adresses notables
- no 22 : Le22Rogier, Antenne sociale du CPAS de Schaerbeek (Giacomo Puccini y a brièvement séjourné en 1924)
- no 29 : Association culturelle des Jeunes Indépendants Bruxellois
- no 111 : le peintre Josse Impens (1840-1905) y a habité
- no 134 : Brasserie Rogier
- no 149 : l'Âne rouge
- no 162 : bpost
- no 164 : Église œcuménique
- no 176 : Centre d'expression et de créativité Deus Ex Machina
- no 217 : Mediadoc
- no 229 : le peintre Joseph Quinaux (1822-1895) y a habité
- no 248 : Maison construite en 1906 sur les plans de l’architecte Hubert Eggerickx.
- no 300 : Le Valency (halte du Meyboom)
- no 352 : Église Sainte-Thérèse d'Avila
- no 365 : le peintre Josse Impens ainsi que le peintre Herman Richir (1866-1942) y ont habité
- no 401 : Big-Burger

## Galerie de photos

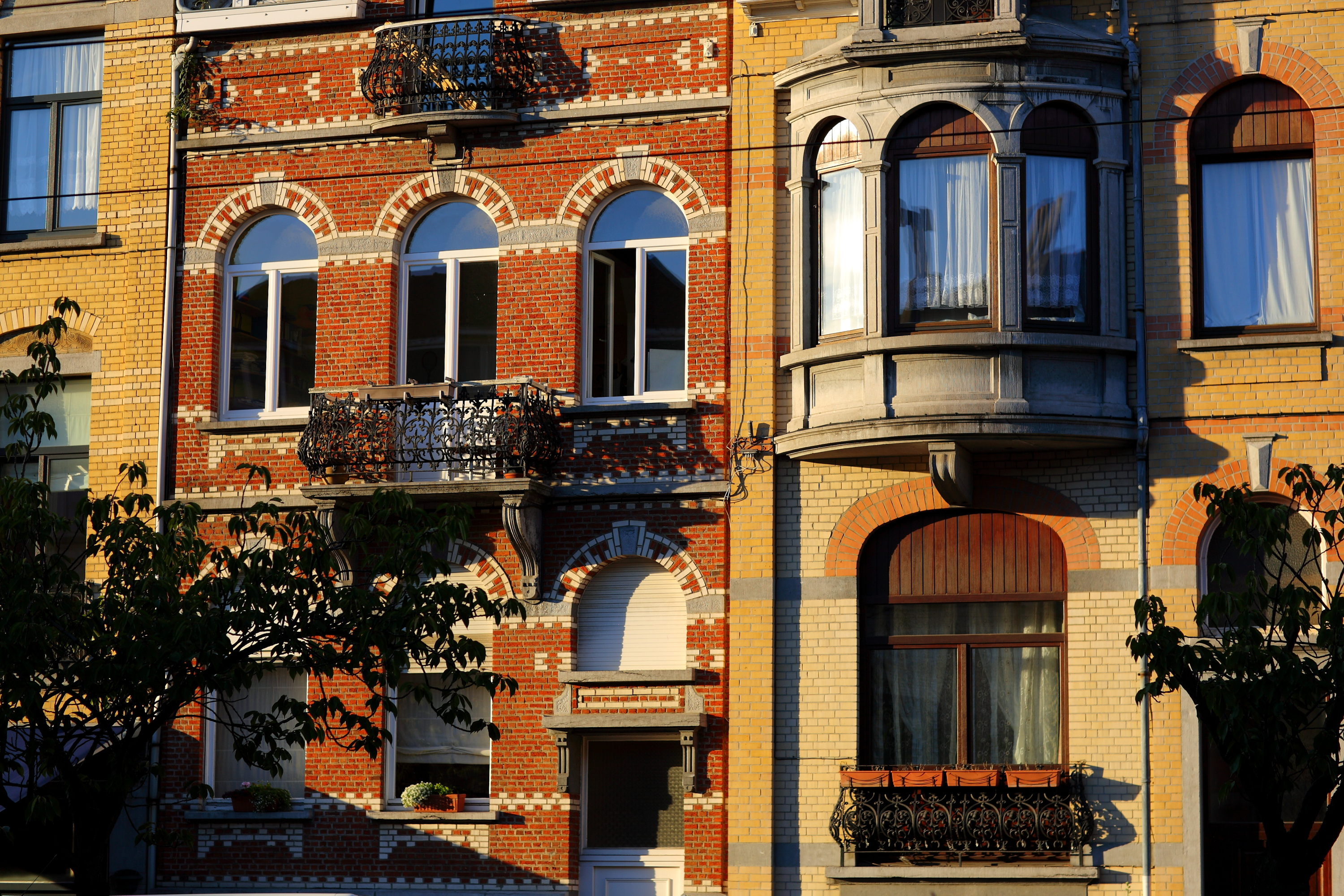
Maisons Art nouveau de l'avenue.
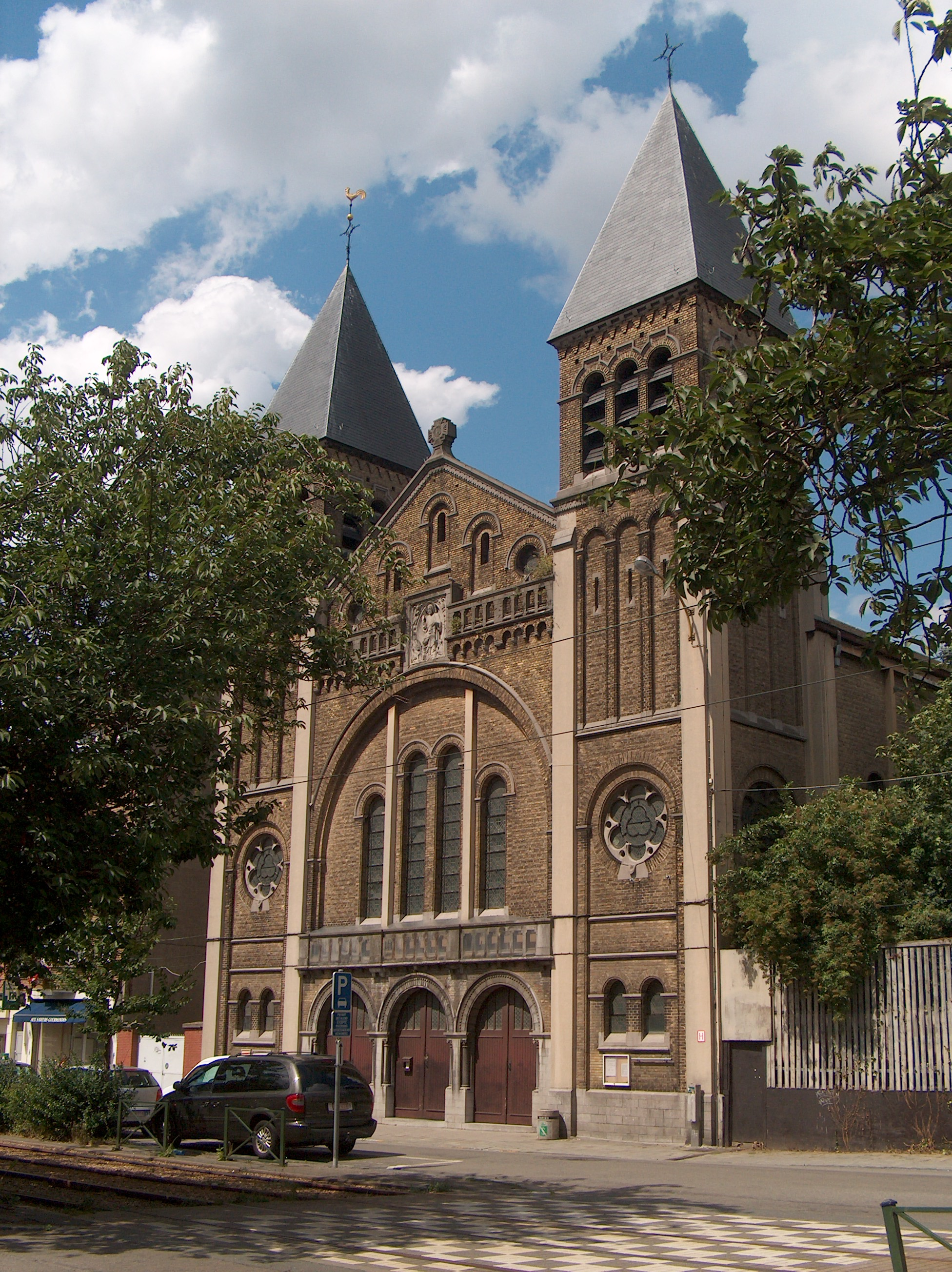
L'église Sainte-Thérèse d'Avila.